# Cantó de Ballan-Miré
El cantó de Ballan-Miré  és un cantó francès del departament de l'Indre i Loira, situat al districte de Tours. Té 7 municipis i el cap és Ballan-Miré.

## Municipis
- Ballan-Miré
- Berthenay
- Druye
- La Riche
- Saint-Genouph
- Savonnières
- Villandry

## Història
| Data d'elecció                           | Identitat     | Partit                                  | Qualitat |
| ---------------------------------------- | ------------- | --------------------------------------- | -------- |
| 1982-2008                                | Michel Lezeau | RPR, després Divers droite, després UMP |          |
| 2008-                                    | Alain Michel  | PS                                      |          |
| les dades anteriors no són pas conegudes |               |                                         |          |
|                                          |               |                                         |          |